# Johnstown (Ohio)
Pour les articles homonymes, voir Johnstown.
Johnstown est un village américain situé dans le comté de Licking, dans l'Ohio. Selon le recensement de 2020, sa population est de 5 182 habitants.